# Свердловський сільський округ (Денисовський район)
Свердло́вський сільський округ (каз. Свердлов ауылдық округі, рос. Свердловский сельский округ) — адміністративна одиниця у складі Денисовського району Костанайської області Казахстану. Адміністративний центр — село Свердловка.
Населення — 698 осіб (2021; 1020 у 2009, 1139 у 1999, 1529 у 1989).
Станом на 1989 рік існувала Свердловська сільська рада (село Свердловка, селища Аксай, Підгорний, Прирічний). Село Аксай було ліквідовано 2004 року.

## Склад
До складу адміністрації входять такі населені пункти:
| Населений пункт  | Старі назви | Населення, осіб (1989) | Населення, осіб (1999) | Населення, осіб (2009) | Населення, осіб (2021) |
| ---------------- | ----------- | ---------------------- | ---------------------- | ---------------------- | ---------------------- |
| Аксай, село      | -           | 115                    | 13                     | -                      | -                      |
| Підгорне, село   | Підгорний   | 299                    | 244                    | 103                    | 53                     |
| Прирічне, село   | Прирічний   | 119                    | 88                     | 57                     | 20                     |
| Свердловка, село | -           | 996                    | 794                    | 860                    | 625                    |